# Henri Palomäki
Henri Palomäki (ur. 3 grudnia 1989) – fiński zapaśnik walczący w stylu klasycznym. Zajął siedemnaste miejsce na mistrzostwach Europy w 2014. Ósmy w Pucharze Świata 2014 roku.